# Ел Дорадо (филм, 1966)
„Ел Дорадо“ (на английски: El Dorado) е американски игрален филм - уестърн, излязъл по екраните през 1966 година, режисиран от Хауърд Хоукс с участието на Джон Уейн, Робърт Мичъм и Джеймс Каан в главните роли.

## Сюжет
Влиятелният земевладелец от градчето Ел Дорадо Барт Джейсон, наема известния стрелец Коул Тронтън, който да му помогне в разрешаването на спор за земи, принадлежащи на семейство Макдоналдс. Градският шериф Пи Хара се оказва стар приятел на Коул. Коул се отказва от сделката с Барт Джейсън и застава на страната на семейство Макдоналдс. През това време земевладелецът събира главорези...

## В ролите
| Актьор           | Роля                            |
| ---------------- | ------------------------------- |
| Джон Уейн        | Коул Торнтън                    |
| Робърт Мичъм     | Шериф Джей-Пи Хара              |
| Джеймс Каан      | Алън Бурдилон Трахер (Мисисипи) |
| Чарлин Холт      | Моди                            |
| Пол Фикс         | Д-р Милър                       |
| Артър Хъникът    | Бул Харис                       |
| Мишел Кери       | Джоузефин (Джоуи) Макдоналд     |
| Кристофър Джордж | Нелсън Маклауд                  |
| Ед Аснър         | Барт Джейсън                    |
| Ар Джи Армстронг | Кевин Макдоналд                 |